# 约翰一世 (君士坦丁堡大主教)
金口聖若望（347年—407年9月14日），或譯金口约翰，東正教會的君士坦丁堡大主教，重要的基督徒早期教父。若望一世以其出色的演講与雄辯能力，對當政者與教會內部濫用職權的譴責、與嚴格的苦行而聞名於世。後世人稱其為“金口”（希臘語：χρυσόστομος，/ˈkrɪsəstəm/或/krɪˈsɒstəm/，中文音譯為「屈梭多模」，意為「金口」），以讚譽其口才。
金口聖若望是重要的希臘教父，被許多教會封為聖人。東正教會與東儀天主教會中，他與拿先素斯的聖格利高里和該撒利亞的聖巴西略一同被尊為三聖教父。東正教會與天主教會都將其列為教會聖師之一。東正教會中，金口聖若望的慶日（feast day）是11月13日及1月27日，在天主教會中的慶日為9月13日。不過有些信義宗及聖公會以1月27日為其慶日。亞歷山大科普特正教會認為他是聖徒，慶日在科普特曆的Thout月16日及Hathor月17日。
金口聖若望的聖髑曾于1204年被十字軍從君士坦丁堡掠至羅馬，教宗若望保祿二世于2004年歸還了這批聖物。

## 生平
「金口若望」約於350年生於安提阿，由他虔誠的母親阿修莎（Anthusa）撫養長大。他在十八歲那一年受洗，並且做了教會的講道師。他獨自在山洞裡過苦修的生活兩年，損害了自己的健康。他在安提阿作長老。他熱心向哥特人傳教，不管是屬外教人或是屬亞流派的哥特人，更由於其雄辯與修辭，使信眾尊重。
398年，他被選為君士坦丁堡主教，目標是改善宮廷和社會腐敗的情況，然後改革社會。但是也因他嚴肅的態度、苦行僧的作風和踏實的性格召來了很多敵人。神職人員嫌他對人太嚴格，亞歷山大港主教提阿非魯斯忌妒他在安提阿任職。
403年，提阿非魯斯召開橡樹莊會議，把若望免職發配至本都，後來因地震加上皇后流產，民眾都認為是天罰，於是若望被東羅馬帝國皇帝阿卡狄奧斯召回。
403年9月，他嚴肅地批判皇后艾莉婭·歐多西亞塑造自己塑像的行為 ，皇后大怒，於是把他放逐，若望雖然年老，但勇敢地繼續前進，然後，最後因為被敵人的刻意安排之下，監督他的士兵，強迫他在惡劣的天氣之下徒步遠行，因而於407年病逝於本都附近的科馬纳·潘提卡。

## 著作
他的著作《論祭司》（On the Priesthood）描繪了牧者應盡的責任。

## 外部連結
- The Saint John Chrysostom Webpage （页面存档备份，存于）
- On St. John Chrysostom's Antioch Years 本篤十六世發表
- Symposium Commemorating the 1600th Anniversary of St. John's Repose （页面存档备份，存于）
- St. John Chrysostom （页面存档备份，存于） 本文出自天主教百科全書 (Newadvent Website)
- The Return of the Holy Relics of Sts. Gregory the Theologian and Sts. John Chrysostom （页面存档备份，存于）

### 作品
- The Divine Liturgy of St. John Chrysostom （页面存档备份，存于）
- The Hieratikon （页面存档备份，存于） Easter Sermon of St. John Chrysostom
- Eight Homilies Against the Jews （页面存档备份，存于）
- Opera Omnia （页面存档备份，存于） by Migne Patrologia Graeca with analytical indexes

### 東正教節日
- 27 January, Translation of the relics of St John Chrysostom to Constantinople （页面存档备份，存于）
- 30 January, Synaxis of the Three Great Hierarchs （页面存档备份，存于）
- 14 September, Repose of St John Chrysostom （页面存档备份，存于）
- 13 November, St John Chrysostom the Archbishop of Constantinople （页面存档备份，存于）